# Comté d'Oneida (Wisconsin)
Pour les articles homonymes, voir Comté d'Oneida.
Le comté d'Oneida est un comté situé dans l'État du Wisconsin aux États-Unis. Son siège est Rhinelander. Selon le recensement de 2000, sa population était de 36 776 habitants. 